# Kent Durr
Pour les articles homonymes, voir Durr.
Kent Diederich Skelton Durr, né le 28 mars 1941 dans la ville du Cap en Afrique du Sud, est un homme politique sud-africain, membre successivement du parti national puis du parti chrétien démocrate africain (ACDP), député (1977-1991 et 2004-2005), ministre-adjoint des finances et de l'industrie (1984-1988) puis ministre du budget et du travail (1988-1989) dans le gouvernement de Pieter Botha, ministre du commerce de l'industrie et du tourisme (1989-1991) dans le gouvernement de Frederik de Klerk, ambassadeur d'Afrique du Sud à Londres (1991-1995) et membre du conseil national des provinces pour le Cap-Occidental au parlement sud-africain (1999-2004). 

## Biographie
Fils de John et Diana Durr, Kent Durr grandit au Cap en Afrique du Sud. 
Exploitant agricole, il est élu au conseil provincial du Cap en 1974 pour la circonscription de Constantia. Lors des élections générales sud-africaines de 1977, il est élu au parlement pour le parti national dans la circonscription de Maitland. 
Membre des gouvernements de Pieter Botha puis de Frederik de Klerk entre 1984 et 1991, il devient ambassadeur d'Afrique du Sud au Royaume-Uni (1991-1995) et haut-commissaire à la cour de Saint-James (1994-1995). 
Écarté de la vie politique de 1995 à 1999, il se consacre à ses activités professionnelles dans l'industrie agricole et dans l'environnement, assurant notamment la présidence de la société Clean Diesel Technologies Inc. (1995-1997), consacrée au développement de solutions durables pour réduire les émissions de gaz à effet de serre et pour accroître l'efficience énergétique. 
En 1999, en position éligible sur la liste du parti chrétien démocrate africain pour la province du Cap-Occidental, il revient au parlement au sein du conseil national des provinces. En 2004, il est élu à l'assemblée nationale où il est porte-parole du parti chrétien démocrate africain pour les questions économiques, le commerce, l'industrie et l'environnement. En 2005, il démissionne pour se consacrer à ses activités professionnelles.